# Dominique Constanza
Pour les articles homonymes, voir Constanza.
Dominique Constanza, née le 29 avril 1948 dans le 12e arrondissement de Paris et morte le 24 juin 2013 à Étretat, est une actrice française, sociétaire de la Comédie-Française dont elle a été la doyenne à partir de janvier 2010.

## Biographie

### Carrière
Après deux années passées au cours Raymond-Girard, à Paris, Dominique Constanza est reçue au Conservatoire national supérieur d'art dramatique où elle parfait sa formation de comédienne dans les classes de Maurice Jacquemont et Jean-Laurent Cochet ; elle assiste aussi aux cours d'Antoine Vitez.
Engagée à la Comédie-Française dès 1973, elle devient la 465e sociétaire en 1977 et doyen de la troupe le 1er janvier 2010, après la mise à la retraite de Catherine Hiegel,.

### Mort

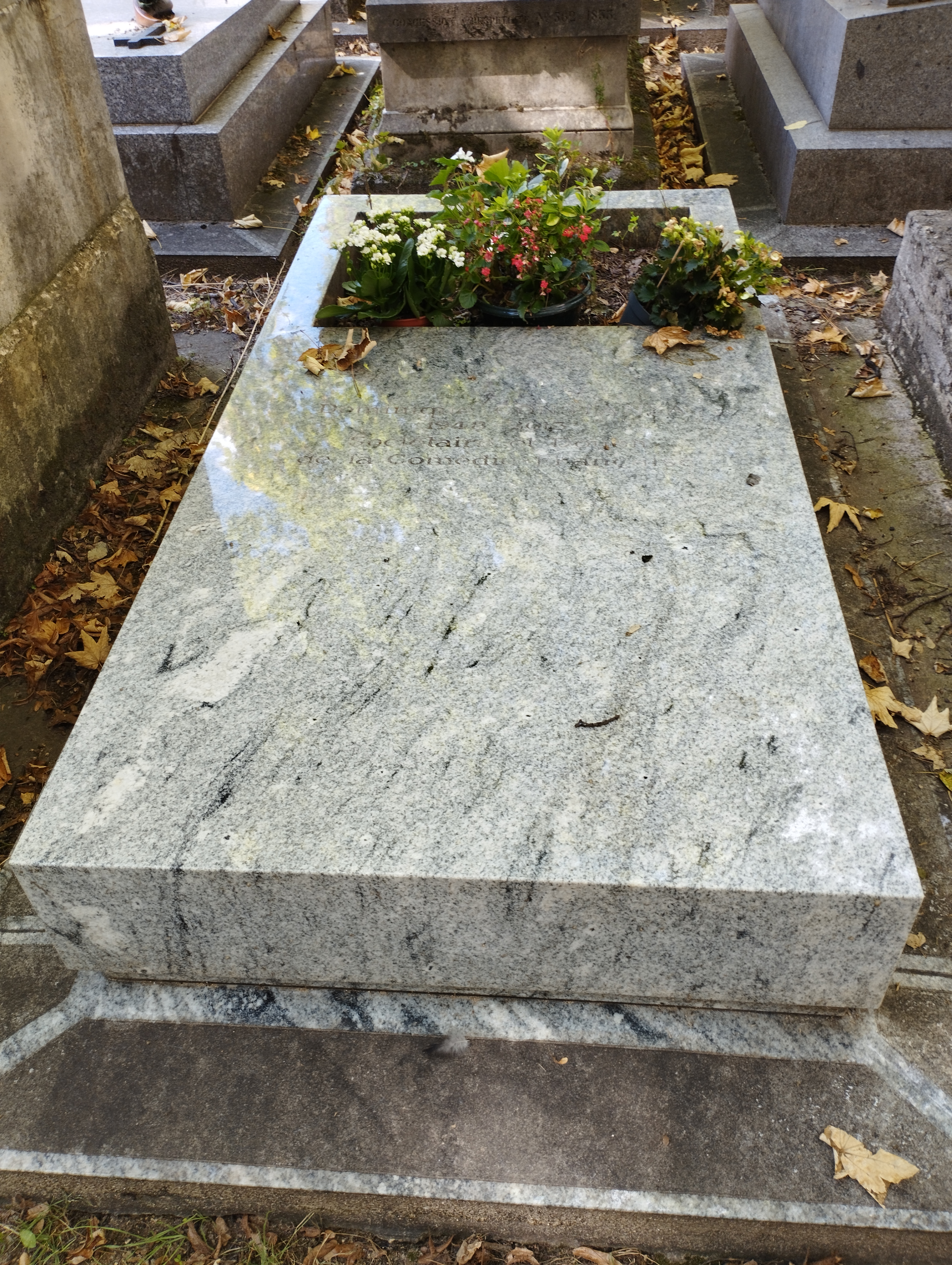
Tombe de Dominique Constanza au cimetière de Montmartre (division 20).

Dominique Constanza met fin à ses jours le 24 juin 2013 à Étretat. Elle est inhumée au cimetière de Montmartre (20e division).

## Théâtre

### Comédie-Française
- 1973 : Dom Juan de Molière, mise en scène Antoine Bourseiller
- 1974 : Périclès de William Shakespeare, mise en scène Terry Hands
- 1974 : Ondine de Jean Giraudoux, mise en scène Raymond Rouleau
- 1974 : Les Marrons du feu d'Alfred de Musset, mise en scène Francis Huster
- 1974 : L'Impromptu de Marigny de Jean Poiret, mise en scène Jacques Charon, Comédie-Française au Théâtre Marigny
- 1975 : L'Île de la raison de Marivaux, mise en scène Jean-Louis Thamin, Comédie-Française au Théâtre Marigny
- 1975 : Le Plus Heureux des trois d'Eugène Labiche et Edmond Gondinet, mise en scène Jacques Charon, Comédie-Française au Théâtre Marigny
- 1975 : La Surprise de l'amour de Marivaux, mise en scène Simon Eine, Comédie-Française au Théâtre Marigny
- 1976 : Le Jeu de l'amour et du hasard de Marivaux, mise en scène Jean-Paul Roussillon
- 1976 : Maître Puntila et son valet Matti de Bertolt Brecht, mise en scène Guy Rétoré, Comédie-Française au Théâtre Marigny
- 1976 : Cyrano de Bergerac d'Edmond Rostand, mise en scène Jean-Paul Roussillon
- 1977 : La Navette d'Henry Becque, mise en scène Simon Eine
- 1977 : La Paix chez soi de Georges Courteline, mise en scène Alain Pralon
- 1980 : La Double Inconstance de Marivaux, mise en scène Jean-Luc Boutté, Festival d'Avignon
- 1980 : Traces de Jacques Le Marquet, mise en scène Patrice Kerbrat, Comédie-Française au Petit-Odéon
- 1981 : La Dame de chez Maxim de Georges Feydeau, mise en scène Jean-Paul Roussillon
- 1981 : La Locandiera de Carlo Goldoni, mise en scène Jacques Lassalle
- 1983 : Les Estivants de Maxime Gorki, mise en scène Jacques Lassalle
- 1984 : Ivanov d'Anton Tchekhov, mise en scène Claude Régy
- 1985 : Oncle Vania d'Anton Tchekhov, mise en scène Félix Prader, Théâtre Gérard-Philipe
- 1985 : Le Misanthrope de Molière, mise en scène Jean-Pierre Vincent
- 1986 : La Parisienne et Veuve ! d'Henry Becque, mise en scène Paul Vecchiali
- 1986 : Turcaret d'Alain-René Lesage, mise en scène Yves Gasc
- 1988 : Les Exilés de James Joyce, mise en scène Jacques Baillon, Théâtre national de l'Odéon
- 1989 : Le Mariage de Figaro de Beaumarchais, mise en scène Antoine Vitez
- 1990 : Aïda vaincue de René Kalisky, mise en scène Patrice Kerbrat, Comédie-Française au Théâtre national de la Colline
- 1991 : Un mari d'Italo Svevo, mise en scène Jacques Lassalle, Comédie-Française au Théâtre national de la Colline
- 1993 : Le Prix Martin d'Eugène Labiche et Émile Augier, mise en scène Jiří Menzel
- 1995 : Le Misanthrope de Molière, mise en scène Simon Eine
- 1995 : Les Bonnes de Jean Genet, mise en scène Philippe Adrien
- 1996 : Moi d'Eugène Labiche et Édouard Martin, mise en scène Jean-Louis Benoît
- 1996 : La Demoiselle de la poste d'Ewa Pokas, mise en scène Catherine Hiegel, Studio-Théâtre de la Comédie-Française
- 1997 : Les Bonnes de Jean Genet, mise en scène Philippe Adrien
- 1998 : Suréna de Corneille, mise en scène Anne Delbée, Théâtre du Vieux-Colombier
- 1998 : Chat en poche de Georges Feydeau, mise en scène Muriel Mayette, Théâtre du Vieux-Colombier
- 1999 : La Maison des cœurs brisés de George Bernard Shaw, mise en scène Michel Dubois
- 2001 : Une visite inopportune de Copi, mise en scène Lukas Hemleb, Studio-Théâtre
- 2001 : Ruy Blas de Victor Hugo, mise en scène Brigitte Jaques-Wajeman
- 2002 : Une visite inopportune de Copi, mise en scène Lukas Hemleb, Théâtre du Vieux-Colombier
- 2004 : Britannicus de Racine, mise en scène Brigitte Jaques-Wajeman, Théâtre du Vieux-Colombier
- 2005 : Bouli redéboule de Fabrice Melquiot, mise en scène Philippe Lagrue, Studio-Théâtre
- 2005-2006 : Les Grelots du fou de Luigi Pirandello, mise en scène Claude Stratz, Théâtre du Vieux-Colombier puis Théâtre des Célestins
- 2005 : Britannicus de Racine, mise en scène Brigitte Jaques-Wajeman, Théâtre du Vieux-Colombier
- 2006 : Les Temps difficiles d'Édouard Bourdet, mise en scène Jean-Claude Berutti, Théâtre du Vieux-Colombier
- 2007 : Le Retour au désert de Bernard-Marie Koltès, mise en scène Muriel Mayette, Salle Richelieu
- 2009-2011 : L'Avare de Molière, mise en scène Catherine Hiegel, Salle Richelieu, Frosine
- 2010-2013 : Un fil à la patte de Georges Feydeau, mise en scène Jérôme Deschamps, Salle Richelieu, La Baronne

### Hors Comédie-Française
- 1973 : Le Tournant de Françoise Dorin, mise en scène Michel Roux, Théâtre de la Madeleine
- 1990 : Aïda vaincue de René Kalisky, mise en scène Patrice Kerbrat, Théâtre national de la Colline
- 1991 : Un mari d'Italo Svevo, mise en scène Jacques Lassalle, Théâtre national de la Colline
- 2008 : L'Envolée de Gilles Granouillet, mise en scène Jean-Claude Berutti, Comédie de Saint-Étienne, Théâtre de l'Est parisien

## Filmographie

### Cinéma
- 1974 : Le Mouton enragé de Michel Deville
- 1976 : Les Naufragés de l'île de la Tortue de Jacques Rozier
- 1976 : Calmos de Bertrand Blier
- 1983 : La Crime de Philippe Labro
- 1984 : Femmes de personne de Christopher Frank
- 1994 : Petits Arrangements avec les morts de Pascale Ferran
- 2004 : Je suis un assassin de Thomas Vincent
- 2006 : Je pense à vous de Pascal Bonitzer

### Télévision
- 1979 : Le Triomphe de l'amour de Marivaux, réalisation Édouard Logereau, (Comédie-Française)
- 1983 : Richelieu ou la Journée des dupes de Jean-Dominique de La Rochefoucauld
- 1984 : Dernier Banco de Claude de Givray

## Distinctions
- Molières 2011 : Nomination au Molière de la comédienne dans un second rôle pour Un fil à la patte